# Valentina Marocchi
Valentina Marocchi (Bolzano, 19 dicembre 1983) è un'ex tuffatrice italiana.

## Carriera
Con Tania Cagnotto e Cristopher Sacchin fa parte di quella folta colonia di bolzanini nella nazionale italiana di tuffi, che già in passato aveva "sfornato" campioni come Klaus Dibiasi e Carmen Casteiner.
Si è imposta dapprima a livello juniores, vincendo gli europei di categoria dalla piattaforma nel 1998 a Brasschaat, e conquistando un'altra medaglia, questa volta di bronzo, tre anni dopo a Malta.
La tuffatrice italiana si è affermata successivamente anche a livello assoluto nel panorama europeo. 
Agli Europei di Madrid 2004 ha vinto il bronzo dalla piattaforma sia nel sincronizzato con la frusinate Brenda Spaziani (in coppia con la quale era giunta terza anche alla European Champions Cup dell'anno precedente), sia nel singolo, nella gara vinta dalla Cagnotto.
Ai Mondiali di Montréal nel 2005 ha centrato due finali dalla piattaforma: nel sincro, sempre con la Spaziani, conclusa all'11º posto e nel singolo, chiuso all'8º, davanti alla Cagnotto (10º), che vincerà la prima medaglia femminile nella storia dei mondiali di tuffi due giorni dopo.
Alle successive universiadi a Smirne, sfiora il podio (4º posto) nella piattaforma. 
Agli Europei di Budapest 2006 si qualifica per la finale sia nella piattaforma che nel sincro (con la Spaziani), chiudendo rispettivamente al 5º e 4º posto.
Ha raggiunto la finale anche ai successivi appuntamenti più importanti, senza però aggiudicarsi mai una medaglia: mondiali di Melbourne 2007 (10º posto individuale, 12º nel sincronizzato), europei di Eindhoven 2008 (5º posto individuale), europei di Torino 2009 (4º posto nel sincronizzato), mondiali di Roma 2009 (10º posto nel sincronizzato), europei di Budapest 2010 (7º posto sia nel singolo che nel sincronizzato). Unica finale di rilievo mancata è stata quella delle Olimpiadi di Pechino 2008, dove ha chiuso le semifinali al 15º posto.
Ha annunciato il proprio ritiro ad inizio 2010, salvo poi tornare per i campionati italiani assoluti di quell'anno, dove ha chiuso al secondo posto nella piattaforma da 10 metri. Ha di nuovo annunciato il ritiro nel corso dell'anno, salvo poi tornare a tuffarsi nel mese di dicembre. Ha annunciato poi il ritiro definitivo all'inizio del 2011.
Ha frequentato il 16 corso biennale 2010-2012 per maresciallo dell'Arma dei Carabinieri, conseguendo il grado di maresciallo e la laurea in scienze giuridiche della sicurezza.